# Бельск (Красноярский край)
Бельск — посёлок в Мотыгинском районе Красноярского края. Входит в состав Рыбинского сельсовета.

## Географическое положение
Поселок находится на правом берегу Ангары в 8 километрах на запад от районного центра Мотыгино.

## Климат
Климат резко континентальный с коротким теплым летом и холодной продолжительной зимой. Среднегодовая температура воздуха отрицательная и составляет около −1,0 … −1,5°С. Средние многолетние значения минимальных температур воздуха в самые холодные месяцы — январь и февраль — составляет −26…-28°С, а абсолютный минимум достигает −51…-53°С. Средние из максимальных значений температуры для наиболее теплого месяца (июля) на всем протяжении долины колеблются в пределах 25 … 26°С, а абсолютные максимумы температур в летние месяцы достигают значений в 37 … 38°С. Зима продолжительная. Период со средней суточной температурой ниже −5°С на всей протяженности долины составляет около 5 месяцев (с ноября по март). Ниже 0°С — около полугода. Изменения температуры от одного дня к другому и в течение суток вызываются сменой воздушных масс. Большей частью эта изменчивость в холодное время составляет ±4..5°C. В некоторых случаях возможны изменения температуры между сутками, превышающие ±20 °C (1 раз в 10 лет). Продолжительность безморозного периода в рассматриваемом районе составляет от 40 до 75 дней, при этом первые заморозки наблюдаются уже в августе. Последние заморозки на поверхности почвы могут наблюдаться до конца июня. Число дней со снежным покровом составляет 180—210 дней в году.

## История
Основан в XIX веке как деревня Бельская. Деревня была названа по притоку Ангары речке Белой. Было учтено в 1864 году 11 дворов, жителей 87, в 1895 24 двора, жителей 67, в 1908 жителей 97, в 1913 11 дворов, 43 жителя. В 30-е годы был основан совхоз, его центральная усадьба была в поселке Бельск. Численность населения составляла 148 человек (42 двора). На окраине поселка (в сторону Рыбного) находилась охраняемая зона, огороженная высоким забором с колючей проволокой. В поселке было много ссыльных китайцев, калмыков, татар, греков. Зона оставалась до 1948 года, затем её ликвидировали.

## Экономика
Основные занятия населения — земледелие, рыбная ловля, охота, скотоводство. В поселке имеется школа, детский сад, дом культуры, библиотека, один магазин.

## Население
| 2010 |
| ---- |
| 283  |

Постоянное население составляло 359 человек в 2002 году (96 % русские), 283 человека в 2010.